# Палата Масандра
Палата Масандра је вила руског цара Александра III у Масандри, на јужној обали Крима.
Изградња је отпочела 1881. године, а финансирао ју је син Михаила Семјоновича Воронцова, Семјон Михајлович који се недавно вратио из руско-турског рата 1877-78 . Изградња палате коју је првобитно пројектовао француски архитекта Етјен Бушар у стилу Луја XIII убрзо је обустављена након смрти кнеза Семјона Михајловича Воронцова.
Године 1889. недовршену палату купила је руска агенција за царска добра за Александра III.
Нови власник је ангажовао свог омиљеног архитекту Максимилијана Месмахера да модернизује дизајн виле. Иако је Масандра била наведена међу царским резиденцијама, ниједна краљевска породица никада није преспавала у њој (префереирали су палату Ливадија).
Изградња је завршена 1900. године.
После Октобарске револуције и пре Другог светског рата, резиденција је коришћена као владино лечилиште „Пролетерско здравље“ за оболеле од туберкулозе. После Другог светског рата коришћена је као државна викендица (дача ) под именом „Сталинскаја“.
Након распада Совјетског Савеза, Масандра је коришћена као једна од украјинских званичних резиденција. У палати су потписани Масандрански споразуми 1993. године.
Током 2014. године, након руске анексије Крима, резиденцију је преузела Управа за послове председника Русије. Испред виле је 2017. откривена биста Александра III.

## Галерија
- Статуа
- Статуа
- Део палате насупрот предњем делу
- Тренутни изглед
- Парк
- Фотографија палате са краја 19. века